# Ralph Brazelton Peck
Ralph Brazelton Peck (* 23. Juni 1912 in Winnipeg, Manitoba; † 18. Februar 2008) war ein kanadisch-US-amerikanischer Bauingenieur, Bodenmechaniker und Geotechniker. Er wurde in seinem Nachruf in der Times als „godfather of soil mechanics“ („Pate der Bodenmechanik“) bezeichnet, nachdem Karl von Terzaghi als „Vater der Bodenmechanik“ bekannt war.

## Leben
Peck wurde in Kanada geboren und zog im Alter von sechs Jahren mit seinen Eltern O.K. und Ethel Peck in die USA. Er studierte Bauingenieurwesen am Rensselaer Polytechnic Institute in Troy, New York, wo er 1934 seinen Abschluss machte. Dann bekam er ein dreijähriges Stipendium. 1937 heiratete er Marjorie Truby und promovierte im selben Jahr. Er arbeitete kurz für die American Bridge Company, dann 1939–42 an der Chicagoer U-Bahn, wobei auch seine zeitweise enge Zusammenarbeit mit Terzaghi begann. Die meiste Zeit, 32 Jahre, verbrachte er als Professor an der University of Illinois, wo er 1974 in den Ruhestand ging.
Beruflich wurde er von Terzaghi maßgeblich beeinflusst. Er war an rund 1045 Gründungsprojekten als Berater beteiligt. Darunter waren Erzspeicher, Tunnel, Talsperren, Deiche, die Cannelton-and-Uniontown-Schleuse, Dammkonstruktions-Versagensfälle am Ohio River, das Baie-James-Wasserkraftprojekt in Quebec, U-Bahnen in Washington und San Francisco, der Schiefe Turm von Pisa, die Trans-Alaska-Pipeline, Deiche am Toten Meer, und die Rio-Andirrio-Brücke über den Golf von Korinth.
Er schrieb 200 Veröffentlichungen, darunter ein Standardwerk mit Terzaghi über die Praxis der Bodenmechanik.

## Mitgliedschaften und Ehrungen
Peck war von 1969 bis 1973 Präsident der International Society for Soil Mechanics and Foundation Engineering und erhielt zahlreiche Ehrungen, darunter:
- 1944 Norman Medal der American Society of Civil Engineers
- 1963 erste Terzaghi Lecture der ASCE
- 1965 Wellington Prize der ASCE
- 1969 Terzaghi Award
- 1969 Rankine Lecture (Advantages and limitations of the observational method in applied soil mechanics. In: Geotechnique. Band 19, 1969, S. 171–187)
- 1974 National Medal of Science, überreicht von Präsident Gerald Ford
- 1975 Mitglied der American Academy of Arts and Sciences
- 1988 John Fritz Medal

Er erhielt die vom Präsidenten der Vereinigten Staaten von Amerika verliehene National Medal of Science für seine wissenschaftlichen Erkenntnisse in der Geotechnik, speziell für die Kombination der Beiträge aus der Geologie und der Bodenmechanik mit der praktischen Kunst des Gründungsentwurfs.
Der Ralph B. Peck Award der ASCE ist nach ihm benannt – er wird für die Veröffentlichung von herausragenden Fallstudien vergeben.

## Schriften
- K. Terzaghi, R. B. Peck, G. Mesri: Soil Mechanics in Engineering Practice, Wiley-Interscience 1996, ISBN 0-471-08658-4 (zuerst 1948), deutsche Übersetzung: Bodenmechanik in der Baupraxis, Springer 1951
- Ralph Brazelton Peck, Walter Hanson, Thomas Thornburn: Foundation Engineering. 1953. (2. Auflage. Wiley 1974)
- Ralph Brazelton Peck: Judgment in geotechnical engineering: the professional legacy of Ralph B. Peck. herausgegeben von J. Dunnicluff, Don Deer, Wiley 1984.